# Kastell Hüfingen
Das Kastell Hüfingen, das antike Brigobannis, ist ein frührömisches Grenzkastell an der älteren Donaulinie des Raetischen Limes. Es liegt mit dem zugehörigen Vicus als Bodendenkmal auf dem Gebiet des heutigen Hüfingens, einer Stadt des Schwarzwald-Baar-Kreises in Baden-Württemberg.

## Lage
Das Kastellgelände von Hüfingen befindet sich als oberflächlich nicht sichtbares Bodendenkmal südwestlich der heutigen Stadt, zwischen dem Ortsrand und der Bundesstraße 31.
Bereits in vorrömischer Zeit war das Hüfinger Gebiet besiedelt. So befand sich an dem späteren Kastellstandort auf dem „Galgenberg“ am so genannten „Höhlenstein“ bis zur Mitte des 1. vorchristlichen Jahrhunderts eine latènezeitliche Siedlung. Der „Galgenberg“ ist ein sich spornartig bis zu 20 m über die Breg erhebender Hügel, der nur von Süden her sanft, aus allen anderen Richtungen jedoch relativ schroff ansteigt.
In antiker Zeit drängte sich diese markante Erhebung mit weitem Rundblick als Kastellstandort geradezu auf. In unmittelbarer Nähe traf die vom Legionslager Vindonissa kommende römische Straße auf die Donausüdstraße, die zusammen mit der älteren Donaulinie des Raetischen Limes hier ihren westlichen Anfang nahm. Eine ältere, vom Zartener Becken im Westen, wo sich römische Siedlungsspuren sowie die Überreste der keltischen Siedlung Tarodunum befinden, durch das Wagensteigtal und über den Thurnerpass hierherführende Trasse wird vermutet. Darüber hinaus gilt eine Verlängerung der Strecke von Vindonissa weiter in nördlicher Richtung bis nach Arae Flaviae (Rottweil) spätestens ab flavischer Zeit als wahrscheinlich, sodass an dieser Stelle eine nicht unbedeutende Kreuzung römischer Straßen entstanden ist.

## Forschungsgeschichte

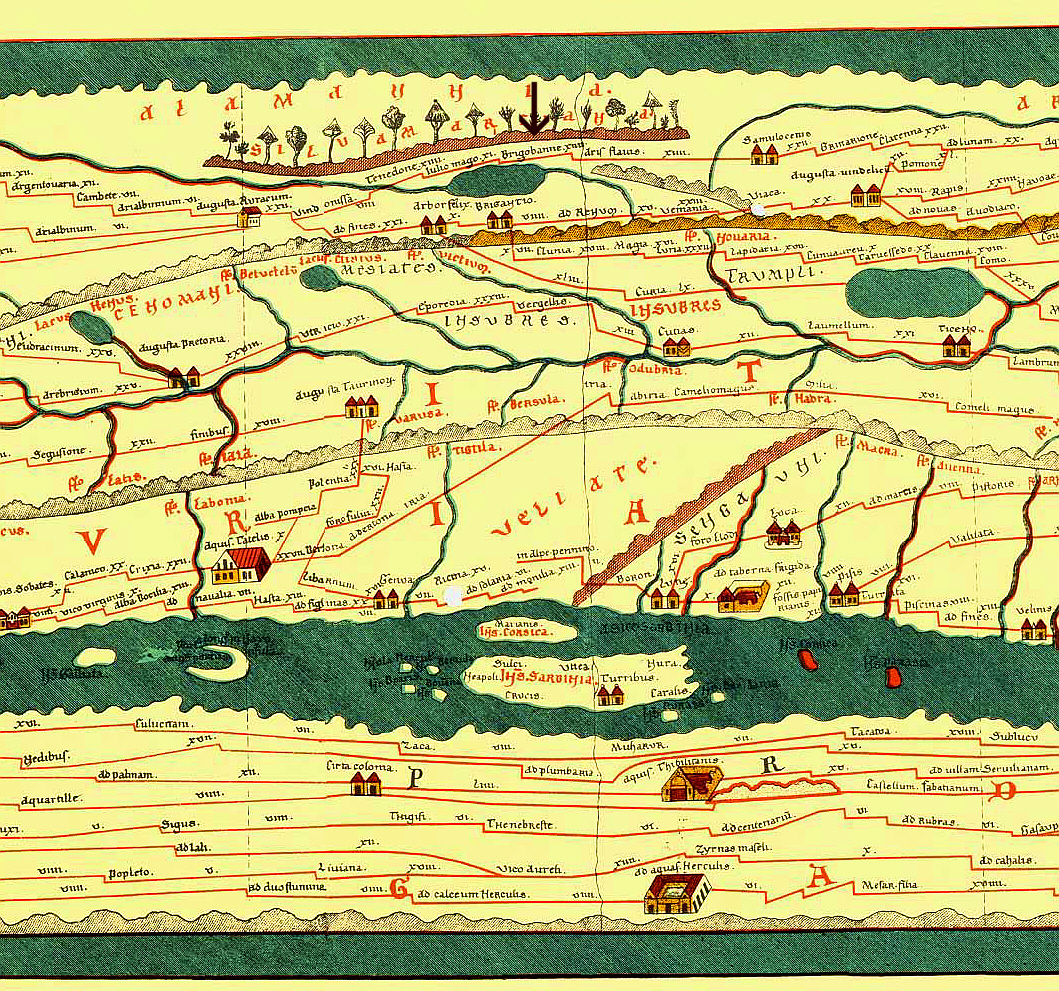
Hüfingen als Brigobanne auf der Tabula Peutingeriana
(Pfeil Mitte oben)

Bereits zu Beginn des 17. Jahrhunderts wurden durch den damaligen Grundherren Hüfingens, den Reichsritter Hans von Schellenberg (1551/1552–1609), am „Galgenberg“ Sondierungsgrabungen vorgenommen und Funde geborgen. Nach dessen Tod geriet der Fundort als solcher aber wieder für mehr als anderthalb Jahrhunderte in Vergessenheit. Erst 1768 wurden in den Oberamtsakten wieder römische Relikte erwähnt.
Einen raschen Aufschwung nahm die Erforschung der römischen Vergangenheit Hüfingens mit der Erstarkung des gebildeten Bürgertums im 19. Jahrhundert und dessen Interesse für die Antike. 1820 wurde der Ort als das auf der Tabula Peutingeriana verzeichnete Brigobanne identifiziert. Noch im selben Jahr veranlasste der für seine Zeit als liberal und aufgeklärt geltende Karl Egon II. zu Fürstenberg (1796–1854) die Durchführung von Ausgrabungen im Bereich des Kastellbads. Nach dem Ende der Grabungstätigkeit wurde das vollständig freigelegte Balineum 1821 mit einem der ersten Museumsschutzbauten in Deutschland versehen. Aus dieser Zeit, konkret aus dem Jahre 1824, stammt auch die erste systematische Beschreibung der römischen Hinterlassenschaften. Der damals achtzehnjährige Schüler des Badischen Großherzoglichen Gymnasiums zu Freiburg, Joseph Frick, verfasste sie in den Osterferien im Auftrag seines Lehrers Heinrich Schreiber (1793–1872) in lateinischer Sprache.
Während der folgenden Jahrzehnte fanden immer wieder kleinere Ausgrabungen und Sondierungen statt, bei denen unter anderem das Horreum (Getreidespeicher) des Kastells freigelegt und, mit den Kenntnissen der Zeit, zunächst als Tempel fehlinterpretiert wurde. 1913 schließlich begannen die archäologischen Untersuchungen der Reichs-Limeskommission, die, mit kriegs- und nachkriegsbedingten Unterbrechungen, bis 1932 andauerten. Die Untersuchungsergebnisse, die 1937 publiziert wurden, bilden die Grundlage des heutigen Wissens über die römische Vergangenheit Hüfingens. Mit dieser Publikation ist Hüfingen auch das einzige römische Militärlager der älteren Donaulinie des Raetischen Limes, das von der Kommission erfasst wurde.
Von 1957 bis 1962 fanden im Bereich des Kastellvicus umfangreiche Ausgrabungen durch das Staatliche Amt für Ur- und Frühgeschichte in Freiburg statt.

## Kastell
Die genaue Datierung des Hüfinger Militärlagers wurde in der provinzialrömischen Archäologie lange Zeit diskutiert und ist auch heute noch nicht gänzlich gesichert. Seinen Anfang dürfte das Kastell in frühclaudischer Zeit zwischen 41 und 45 n. Chr. genommen haben. Ein erster Ausbau des Lagers wird im Allgemeinen in spätclaudischer/frühneronischer, ein letzter Ausbau in frühflavisch-vespasianischer Zeit zwischen 70 und 75 n. Chr. angenommen. Letzterer muss in unmittelbarem Zusammenhang mit dem Feldzug des Gnaeus Pinarius Cornelius Clemens im Dekumatland und des von ihm betriebenen Ausbaus der Kinzigtalstraße gesehen werden. Mit der Vorverlegung des Limes auf die Alblinie dürfte sich um die Jahre 80/85 n. Chr. die militärische Bedeutung des Hüfinger Kastells erledigt haben, wenngleich vereinzelt seine Existenz bis ins früheste 2. Jahrhundert vermutet wird.

Grundriss des als Tempel fehlinterpretierten Horreums
nach Joseph Frick (1824)

Bei dem Hüfinger Kastell handelt es sich um das komplexe System einer mehrphasigen Anlage mit nach Art einer Vorburg vorgenommenen Erweiterungen, das von einem ebenso komplexen Grabensystem mit mindestens 18 einzelnen Gräben in drei- bis vierfacher Grabenstaffelung umgeben ist. Es besitzt einen unregelmäßigen Grundriss, der sich den topographischen Gegebenheiten des Bergsporns angepasst hatte, und nimmt für die Anfangsphase eine Fläche von knapp 2,5 Hektar, in seiner letzten Ausbauphase eine Fläche von 3,4 bis 3,6 Hektar in Anspruch.
Aufgrund seiner Größe und des Fundmaterials kann – zumindest für die letzte Ausbauphase – eine namentlich nicht bekannte Ala, eine Kavallerieeinheit, als Besatzung angenommen werden.
Das Kastell war in allen Bauphasen von einer Holz-Erde-Mauer umwehrt. Auch bei den Innenbauten, von denen einige Mannschaftsbaracken und die Principia (Stabsgebäude) nachgewiesen werden konnten, handelte es sich überwiegend um Holz- oder Fachwerkgebäude. Das einzige Gebäude, das über steinerne Fundamente verfügte, war das von den ersten Ausgräbern als „Tempel“ fehlinterpretierte Horreum (Speichergebäude).

Das Lager war mit seiner Prätorialfront nach Süden hin ausgerichtet. Nur diese Seite war flach abfallend genug, um einer berittenen Einheit als Ausfallebene zu dienen.

## Therme
„Romanorum

quae hic spectas Monumenta

eruit posterisque servavit

Carolus Egon

princeps de Fuerstenberg

MDCCCXXI“

Der am frühesten freigelegte, am gründlichsten erforschte und schließlich unter einem Schutzbau konservierte Bestandteil der römischen Hinterlassenschaften in Hüfingen ist sicherlich die Therme, das Balineum, welches bei jedem römischen Kastell anzutreffen ist. Die Thermen wurden außerhalb des rein militärischen Kastellbereichs errichtet und standen auch der Zivilbevölkerung zur Verfügung. Letztere musste, im Gegensatz zu den Soldaten, ein geringes Entgelt für die Benutzung der Bäder entrichten.

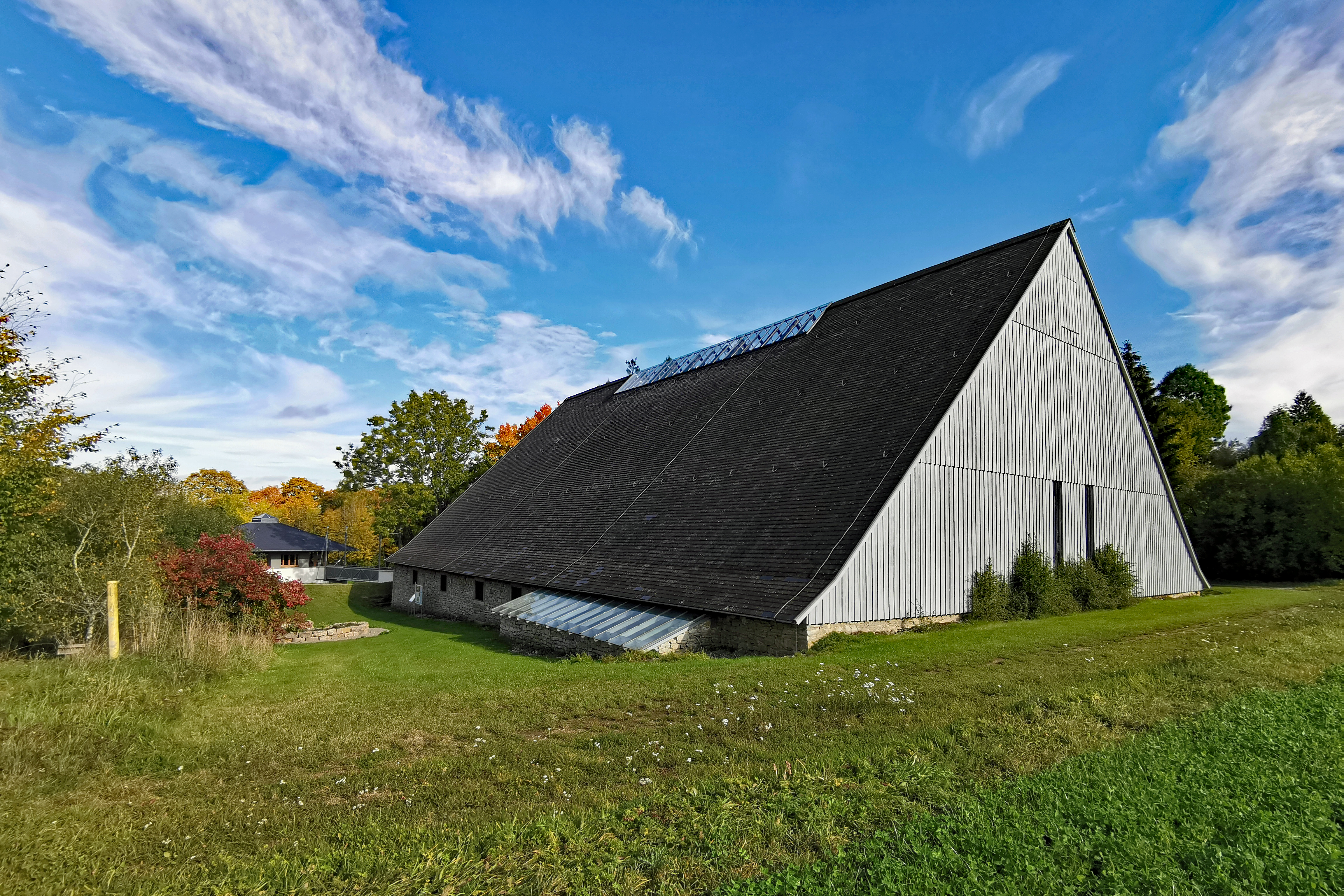
Therme

Kastellbad nach Joseph Frick (1824)

Die Hüfinger Therme befindet sich westlich des Kastells in einem Taleinschnitt unterhalb des „Galgenbergs“. Es handelt sich bei ihr um ein Balineum des Blocktyps, bei dem alle Räume möglichst kompakt zusammengefasst wurden. Es nimmt – ohne Anbauten – eine Fläche von rund 570 m² ein, wovon alleine knapp 280 m² auf das großzügig angelegt Apodyterium (Umkleide- und Ruheraum, in der Abbildung mit F gekennzeichnet) mit einem Abkühlungsbecken (G in der Abbildung) entfallen. An das Apodyterium schließen sich südlich zwei Raumfluchten an, von denen die westliche mit einer Hypokaustanlage versehen ist, mit der das Caldarium (Heißbaderaum B) und das Tepidarium (Laubaderaum C) beheizt wurden. In der östlichen Raumflucht befand sich neben dem unbeheizten Frigidarium (Kaltbaderaum D) mit seinem separaten Kaltwasserbecken (E) das Praefurnium (Befeuerungsraum A), von dem aus der östliche Teil des Gebäudes beheizt wurde. Ein an der nordwestlichen Ecke des Gebäudes befindliches, kreisrundes Sudatorium (Schwitzbad I) wurde wohl separat beheizt. Ob über ein eigenes Praefurnium, wofür der Fund eines einzelnen Tubulus (Heizkachel) spräche, oder über ein einfaches, im Raum aufgestelltes Kohlebecken, ließ sich nicht mehr ermitteln, da der Bereich zum Zeitpunkt der Ausgrabungen bereits stark zerstört war. Der an der nordöstlichen Ecke des Gebäudeblocks angesetzte Raum (H) dürfte wohl dem Personal der Therme als Aufenthalts- und Arbeitsraum gedient haben.
In Abweichung zum Kastell wurde das Balineum ausweislich des datierbaren Fundmaterials vermutlich erst in frühvespasianischer Zeit um das Jahr 70 n. Chr. erbaut. Ein Vorgängerbau ist jedoch nicht bekannt. Nach dem Abzug der Garnison wurde das Bad von den Vicusbewohnern weiterbenutzt.

## Vicus
Der Vicus von Brigobannis, die zivile Siedlung, in der sich zunächst Angehörige von Soldaten, Händler, Gastwirte, Handwerker, später auch Soldaten nach der Beendigung ihrer Dienstzeit niederließen, befindet sich nördlich des Kastells und der Breg im Gewann „Mühlöschle“. Hier erstreckt er sich längs der nach Norden führenden römischen Straße auf einer Länge von rund 500 Metern. Seine Breite bewegt sich zwischen 100 und 200 Metern. Vom gesamten Vicusareal ist bislang ein gutes Drittel archäologisch untersucht worden.
Die Siedlung bestand aus Fachwerkbauten, die sich in der vicustypischen, lang gestreckten Form der so genannten Streifenhäuser mit ihren Schmalseiten, an denen sich die Portiken befanden, zur Straße hin ausrichteten. Insgesamt konnten drei Bauphasen differenziert, aber nicht eindeutig datiert werden. Auf eine reine Holzbauphase folgten zwei Bauphasen, in denen zumindest steinerne Fundamente Verwendung fanden. Feuergefährliche Betriebe, wie Töpfereien und Schmiedewerkstätten, waren an der windabgewandten Ostseite des Vicus angesiedelt.
Die ökonomische Basis der Siedlung bestand zunächst aus Dienstleistungen, die für die Garnison erbracht wurden, später kamen solche hinzu, die mit dem Durchgangsverkehr auf den römischen Fernstraßen in Zusammenhang standen: Umspann- und Raststationen, Schmiedewerkstätten und Wagnereien. Somit konnte das ursprüngliche Lagerdorf auch nach dem Abzug der Truppen und der Auflassung des Kastells auf einer soliden wirtschaftlichen Grundlage weiter existieren. Gravierende Einschnitte in das wirtschaftliche Leben des Ortes dürfte aber die Entstehung kürzerer Ost-West-Verbindungen, wie der von Tuttlingen über die Kinzigtalstraße nach Argentorate (Straßburg), mit sich gebracht haben. Dennoch existierte der – vermutlich stark verkleinerte – Vicus von Hüfingen noch bis ins 3. Jahrhundert, möglicherweise bis zum Ende der römischen Herrschaft über Südwestdeutschland in Zeit der innen- und außenpolitischen sowie wirtschaftlichen Krise des Imperiums um die Mitte des 3. Jahrhunderts.

## Gräberfelder
An der in römischer Zeit nach Süden zum Legionslager Vindonissa führenden Straße, im Gewann „Krumme Äcker“, konnten 1978/79 im Zusammenhang mit der Neutrassierung der Bundesstraße 31 ein Gräberfeld lokalisiert und etwa 40 Gräber archäologisch gesichert werden. Es handelt sich dabei ausschließlich um Brandgräber. Die Belegung des Gräberfeldes nahm ausweislich des Fundmaterials im ersten nachchristlichen Jahrhundert ihren Anfang, währte über das Ende der militärischen Präsenz hinaus, wurde aber noch vor dem Ende des Vicus eingestellt. Weitere vereinzelte Gräber sind aus dem Bereich nördlich des Kastelldorfes bekannt.

## Villa rustica
Rund zwei Kilometer südsüdwestlich des Kastells befinden sich im „Deggenreuschen Wald“ die Überreste einer Villa rustica, die 1903 entdeckt und 1913 ergraben wurde. Es konnte dabei nur das Herrenhaus, ein häufig vorkommender Typus mit turmartigen Eckrisaliten, festgestellt werden. Der Südrisalit war mit einer halbkreisförmigen Apsis versehen und mit Wandmalereien repräsentativ ausgestattet. Das Landgut war teilunterkellert und in einzelnen Bereichen mit einer Hypokaustanlage versehen. Vor dem Hintergrund des relativ geringen Fundaufkommens und bedingt durch den Umstand, dass die Villa nur zu einem kleinen Teil ergraben worden ist, kann nur mit einer gewissen Vorsicht die Existenz des Anwesens für die Zeit von den 70er Jahren des 1. Jahrhunderts bis zum Ende der römischen Präsenz im südwestdeutschen Raum um 269/270 angenommen werden.

## Frührömisches Lager
Südlich des Alenkastell und der Bundesstraße 31, im Gewann „Krumme Äcker“, wurden 1977 bei Straßenbauarbeiten Spuren eines weiteren römischen Militärlagers entdeckt. Es handelt sich hierbei um ein wohl nur kurzzeitig bestehendes Holz-Erde-Kastell, das mit den Seitenlängen von rund 100 m mal 60 m eine Fläche von 0,6 ha bedeckte und von zwei parallel verlaufenden Spitzgräben umgeben war. In seinem Inneren befand sich ein großer, sehr sorgfältig ausgeführter Holzbau. Das Areal wurde bislang nur wenig ergraben, konnte aber geomagnetisch prospektiert und damit vollständig erfasst werden. Die Zeitstellung und Funktion dieses Lagers werden seitdem in der provinzialrömischen Archäologie diskutiert. Es könnte sich um das Baulager einer Truppe handeln, die das Alenkastell errichtete. Die Befunde und das bisher nicht sehr umfangreiche Fundmaterial sprechen aber eher für ein mögliches augusteisches Lager aus der Zeit der frühesten römischen Okkupationsbemühungen. Gestützt wird diese Theorie dadurch, dass bei Strabon ein Aufenthalt des Tiberius an den Donauquellen im Jahre 15 v. Chr. erwähnt wird.

## Befundsicherung
Das Kastell befindet sich unter den Äckern des „Galgenbergs“ und ist weitgehend von Bebauungen verschont geblieben. Der Vicusbereich wurde in weiten Teilen mit einem Gewerbegebiet überbaut. Weitere Gräber lassen sich unter den Äckern südlich der Bundesstraße 31 mit einiger Wahrscheinlichkeit vermuten. Oberirdisch ist von diesen römischen Relikten nichts mehr zu sehen.
Die Kastelltherme wurde bereits 1821 unter ein Schutzhaus gestellt, das als eines der ersten musealen Schutzhäuser überhaupt seinerseits bereits wieder ein schützenswertes Kulturdenkmal darstellt. Die römische Badruine Hüfingen ist mit Informationstafeln und Vitrinen mit Originalfunden ausgestattet und für Besichtigungen geöffnet. Unter einer scheunenähnlichen Konstruktion werden die Besucher auf einer Steganlage über die freigelegten und konservierten archäologischen Befunde geführt. Die Badruine zählt zu den landeseigenen Monumenten und wird von der Einrichtung Staatliche Schlösser und Gärten Baden-Württemberg betreut.

## Denkmalschutz
Das Kastell Hüfingen und die erwähnten Bodendenkmale sind geschützt als Kulturdenkmale nach dem Denkmalschutzgesetz des Landes Baden-Württemberg (DSchG). Nachforschungen und gezieltes Sammeln von Funden sind genehmigungspflichtig, Zufallsfunde an die Denkmalbehörden zu melden.